# Nati nel 1959/Dicembre
| Questa pagina contiene informazioni ricavate automaticamente dalle voci biografiche con l'ausilio del template Bio e di un bot. L'aggiornamento è periodico e automatico e ricostruisce completamente la pagina. Se manca una persona in questa lista, sei pregato di non aggiungerla, ma accertati piuttosto che la sua voce biografica contenga il template Bio e che i dati anagrafici siano correttamente compilati. Se il template Bio manca, inseriscilo tu stesso o, in alternativa, metti l'avviso {{tmp\|Bio}} che ne segnala la mancanza. Se i dati riportati sono sbagliati, correggi direttamente la voce biografica; le modifiche saranno visibili in questa lista entro pochi giorni. Per chiarimenti vedi il progetto biografie. La lista contiene solo le 257 persone che sono citate nell'enciclopedia e per le quali è stato implementato correttamente il template Bio. Pagina aggiornata al 26 lug 2025. |

- 1º dicembre - Billy Childish, musicista, pittore e poeta inglese
- 1º dicembre - Vital Corbellini, vescovo cattolico brasiliano
- 1º dicembre - Raymond Geerts, compositore e chitarrista belga
- 1º dicembre - Neil Gershenfeld, fisico e informatico statunitense
- 1º dicembre - Per-Mathias Høgmo, allenatore di calcio e ex calciatore norvegese
- 1º dicembre - Steve Jansen, batterista britannico
- 1º dicembre - Marinella Macaolo, ex calciatrice italiana
- 1º dicembre - Daniel Pesina, artista marziale e attore statunitense
- 1º dicembre - Loïck Peyron, navigatore e velista francese
- 2 dicembre - Felice Accrocca, arcivescovo cattolico italiano
- 2 dicembre - Greg Barton, ex canoista statunitense
- 2 dicembre - Maurizio Colonna, chitarrista italiano
- 2 dicembre - José Díaz López, ex sollevatore panamense
- 2 dicembre - Stuart Greer, attore statunitense
- 2 dicembre - Boman Irani, attore indiano
- 2 dicembre - Giancarlo Perini, ex ciclista su strada italiano
- 2 dicembre - Sergio Porcedda, imprenditore italiano
- 2 dicembre - Paola Rinaldi, attrice italiana
- 2 dicembre - Salvatore Tomaselli, politico italiano
- 3 dicembre - Fulvio Falzarano, attore italiano
- 3 dicembre - Cevat Güler, allenatore di calcio turco
- 3 dicembre - Kathy Jordan, tennista statunitense
- 3 dicembre - Mark Salzman, violoncellista, scrittore e sinologo statunitense
- 4 dicembre - Stefano Barigelli, giornalista italiano
- 4 dicembre - Neri Javier Colmenares, politico, avvocato e attivista filippino
- 4 dicembre - Christa Luding, ex pattinatrice di velocità su ghiaccio e ex pistard tedesca
- 4 dicembre - Jörgen Mårtensson, orientista svedese
- 4 dicembre - Jerry Essan Masslo, sudafricano († 1989)
- 4 dicembre - Paul McGrath, ex calciatore irlandese
- 4 dicembre - Valentina Moncada, storica dell'arte e gallerista italiana
- 4 dicembre - Marcel Pavel, cantante rumeno
- 4 dicembre - Henk Pieterse, ex cestista olandese
- 4 dicembre - Jim Steel, ex calciatore scozzese
- 5 dicembre - Connie Newton Needham, attrice statunitense
- 5 dicembre - Lee Chapman, ex calciatore inglese
- 5 dicembre - Renzo Contratto, procuratore sportivo e ex calciatore italiano
- 5 dicembre - Maurizio Crozza, comico, imitatore e conduttore televisivo italiano
- 5 dicembre - Robbie France, batterista, produttore discografico e giornalista britannico († 2012)
- 5 dicembre - Anna Maria Giannini, psicologa e criminologa italiana
- 5 dicembre - Oleksandr Jaroslavs'kyj, imprenditore ucraino
- 5 dicembre - Babe Laufenberg, ex giocatore di football americano statunitense
- 5 dicembre - Antonio Milo, politico italiano
- 6 dicembre - Jantoman, tastierista e organista italiano
- 6 dicembre - Elena Biggi Parodi, musicologa e critico musicale italiana
- 6 dicembre - Satoru Iwata, autore di videogiochi e imprenditore giapponese († 2015)
- 6 dicembre - Franco Limardi, scrittore italiano
- 6 dicembre - Anders Ohlsson, ex calciatore svedese
- 6 dicembre - Francesco Petretti, biologo, ornitologo e divulgatore scientifico italiano
- 6 dicembre - Luciano Augusto Teoton Almeida, ex arbitro di calcio brasiliano
- 7 dicembre - Sandy Dian, musicista e produttore discografico italiano
- 7 dicembre - Antoine Martínez, ex calciatore spagnolo
- 8 dicembre - Barbara Buchholz, musicista tedesca († 2012)
- 8 dicembre - Andrea De Gennaro, generale italiano
- 8 dicembre - Mark Dickson, ex tennista statunitense
- 8 dicembre - Gabriel Gómez, ex calciatore colombiano
- 8 dicembre - E.J. Junior, ex giocatore di football americano statunitense
- 8 dicembre - Fernando Fher Olvera, cantautore messicano
- 8 dicembre - Dante Palladino, attore e sceneggiatore italiano
- 8 dicembre - Luis Fernando Rodríguez Velásquez, arcivescovo cattolico colombiano
- 8 dicembre - Giuseppe Rossetto, politico italiano
- 8 dicembre - Paul Rutherford, cantante e ballerino britannico
- 8 dicembre - Marco Stroppa, compositore italiano
- 8 dicembre - Jim Yong Kim, medico e antropologo statunitense
- 8 dicembre - Américo de Grazia, politico venezuelano
- 9 dicembre - Bianca Berlinguer, giornalista e conduttrice televisiva italiana
- 9 dicembre - Mario Cantone, comico e attore statunitense
- 9 dicembre - Harvey Friedman, attore statunitense
- 9 dicembre - Brendan Joyce, ex cestista e allenatore di pallacanestro australiano
- 9 dicembre - Steve Mackall, doppiatore e scrittore canadese
- 9 dicembre - Daniela Simmons, cantante svizzera
- 9 dicembre - José Luis Ábalos, politico spagnolo
- 10 dicembre - Mark Aguirre, ex cestista e allenatore di pallacanestro statunitense
- 10 dicembre - Christophe Auguin, navigatore francese
- 10 dicembre - Mariann Budde, vescova anglicana statunitense
- 10 dicembre - Raffaele Esposito, attore, commediografo e regista teatrale italiano
- 10 dicembre - Wolf Hoffmann, chitarrista tedesco
- 10 dicembre - Andrea Ichino, economista italiano
- 10 dicembre - Pierangelo Pin, ex arbitro di calcio italiano
- 11 dicembre - Paolo Basilico, imprenditore italiano
- 11 dicembre - Franco Bordo, politico italiano
- 11 dicembre - Doug Furnas, wrestler e powerlifter statunitense († 2012)
- 11 dicembre - Livio Guardi, cantante e polistrumentista italiano
- 11 dicembre - Marlies Mathis, ex sciatrice alpina austriaca
- 12 dicembre - Mike Anderson, ex cestista e allenatore di pallacanestro statunitense
- 12 dicembre - Jasper Conran, stilista e costumista britannico
- 12 dicembre - Aleksandra Komacka, cestista polacca († 2000)
- 12 dicembre - Zenda Liess, ex tennista statunitense
- 12 dicembre - Mauro Mazzotti, allenatore di baseball e dirigente sportivo italiano
- 12 dicembre - Everton Nogueira, ex calciatore brasiliano
- 12 dicembre - Adele Pandolfi, attrice italiana
- 12 dicembre - Belouis Some, musicista inglese
- 12 dicembre - Michael Tönnies, calciatore tedesco († 2017)
- 13 dicembre - Marcel·lí Antúnez Roca, performance artist spagnolo
- 13 dicembre - Luciano Basile, allenatore di hockey su ghiaccio canadese
- 13 dicembre - Giuseppe Ciminelli, militare italiano
- 13 dicembre - Heino Enden, ex cestista e allenatore di pallacanestro sovietico
- 13 dicembre - Andrea Griminelli, flautista italiano
- 13 dicembre - Massimo Paolucci, politico italiano
- 13 dicembre - Kevan Smith, calciatore inglese
- 13 dicembre - Mario Tozzi, geologo, divulgatore scientifico e saggista italiano
- 13 dicembre - Johnny Whitaker, attore, regista e produttore cinematografico statunitense
- 13 dicembre - Boris Zhukov, ex wrestler statunitense
- 14 dicembre - Tiziano Arlotti, politico italiano
- 14 dicembre - Mauro Bussani, giurista italiano
- 14 dicembre - Debbie Lee Carrington, attrice statunitense († 2018)
- 14 dicembre - Paul Friedberg, ex schermidore statunitense
- 14 dicembre - Paul Frielinghaus, attore televisivo tedesco
- 14 dicembre - Yoram Gutgeld, dirigente d'azienda e politico israeliano
- 14 dicembre - Nan Hayworth, politica e medico statunitense
- 14 dicembre - Bob Paris, culturista statunitense
- 14 dicembre - C.J. Snare, cantante statunitense († 2024)
- 15 dicembre - Riccardo Affinati, autore di giochi e saggista italiano
- 15 dicembre - Donna Brazile, politica statunitense
- 15 dicembre - Anatol' Bujal'ski, allenatore di pallacanestro bielorusso
- 15 dicembre - José Roberto Figueroa, calciatore honduregno († 2020)
- 15 dicembre - Gocha Jokhadze, ex calciatore georgiano
- 15 dicembre - Vladimir Ivanovič Tišura, vigile del fuoco e militare sovietico († 1986)
- 15 dicembre - Alan Whetton, ex rugbista a 15, allenatore di rugby a 15 e conduttore televisivo neozelandese
- 15 dicembre - Gary Whetton, ex rugbista a 15, imprenditore e dirigente sportivo neozelandese
- 15 dicembre - Nick Youngs, ex rugbista a 15 britannico
- 16 dicembre - Roberto De Angelis, fumettista italiano
- 16 dicembre - Eric Corley, giornalista, scrittore e hacker statunitense
- 16 dicembre - Ida Golin, calciatrice italiana († 2025)
- 16 dicembre - Alison La Placa, attrice statunitense
- 16 dicembre - Aleksandr Lebedev, imprenditore, politico e funzionario russo
- 16 dicembre - Andrzej Lis, ex schermidore polacco
- 16 dicembre - Giovanni Melillo, magistrato italiano
- 16 dicembre - Mykola Musijenko, triplista ucraino
- 16 dicembre - Elizabeth Navia, ex cestista boliviana
- 16 dicembre - Larry Poindexter, attore statunitense
- 16 dicembre - Orlando Woolridge, cestista e allenatore di pallacanestro statunitense († 2012)
- 16 dicembre - Dragan Zdravković, ex mezzofondista jugoslavo
- 16 dicembre - Marina de Graaf, attrice olandese
- 17 dicembre - Gregg Araki, regista, sceneggiatore e montatore statunitense
- 17 dicembre - Albert King, ex cestista statunitense
- 17 dicembre - Pascal Simbikangwa, ex militare e criminale di guerra ruandese
- 18 dicembre - Andy Blair, ex calciatore scozzese
- 18 dicembre - Grant Marshall, musicista britannico
- 18 dicembre - Luis Pompilio Páez, allenatore di calcio e ex calciatore colombiano
- 18 dicembre - Pascal Wintzer, arcivescovo cattolico francese
- 19 dicembre - Bruno Bilotta, attore italiano
- 19 dicembre - Marija Matios, scrittrice e poetessa ucraina
- 19 dicembre - Jonathan McKee, ex velista statunitense
- 19 dicembre - Päivi Räsänen, politica finlandese
- 19 dicembre - Yasuhito Suzuki, preparatore atletico e ex calciatore giapponese
- 19 dicembre - Iván Vallejo, alpinista ecuadoriano
- 19 dicembre - Frank Zagarino, attore, sceneggiatore e produttore cinematografico statunitense
- 20 dicembre - Roberto Alajmo, scrittore, giornalista e drammaturgo italiano
- 20 dicembre - Joël Dumé, dirigente sportivo e ex arbitro di rugby a 15 francese
- 20 dicembre - Arne Erlandsen, allenatore di calcio e calciatore norvegese
- 20 dicembre - Jackie Fox, musicista e avvocatessa statunitense
- 20 dicembre - Neil Giuntoli, attore statunitense
- 20 dicembre - Hildegard Körner, ex mezzofondista tedesca
- 20 dicembre - Kazimierz Marcinkiewicz, politico polacco
- 20 dicembre - Takeyuki Nakayama, ex maratoneta giapponese
- 20 dicembre - Trent Tucker, ex cestista statunitense
- 20 dicembre - Pat Walker, allenatore di calcio e ex calciatore irlandese
- 21 dicembre - Philippe Bordeyne, presbitero e teologo francese
- 21 dicembre - Michele Caccamo, editore, poeta e scrittore italiano
- 21 dicembre - Giorgio Diritti, regista, sceneggiatore e montatore italiano
- 21 dicembre - Florence Griffith-Joyner, velocista statunitense († 1998)
- 21 dicembre - Hans Heijdeman, ex cestista olandese
- 21 dicembre - Daniel Martínez, ex calciatore uruguaiano
- 21 dicembre - Alberto Mora, ex calciatore peruviano
- 21 dicembre - Francesco Neri, arcivescovo cattolico italiano
- 21 dicembre - Sergio Rubini, attore, regista e sceneggiatore italiano
- 21 dicembre - Patxi Santamaría, attore e regista teatrale spagnolo
- 21 dicembre - Steve Spagnuolo, allenatore di football americano statunitense
- 21 dicembre - Michael Spindelegger, politico austriaco
- 21 dicembre - Giuseppe Tarantino, politico italiano
- 21 dicembre - Corinne Touzet, attrice, regista e produttrice televisiva francese
- 21 dicembre - Mara Valdinosi, politica italiana
- 21 dicembre - Kay Worthington, ex canottiera canadese
- 22 dicembre - Noureddine Bedoui, politico algerino
- 22 dicembre - Federico Bucci, storico dell'architettura italiano († 2023)
- 22 dicembre - Niccolò Ghedini, avvocato e politico italiano († 2022)
- 22 dicembre - John Patitucci, bassista e contrabbassista statunitense
- 22 dicembre - Erica Rivolta, politica italiana
- 22 dicembre - Bernd Schuster, allenatore di calcio e ex calciatore tedesco
- 22 dicembre - Franck Tanasi, ex calciatore francese
- 23 dicembre - Ulla Bastrup, ex calciatrice e allenatrice di calcio danese
- 23 dicembre - Giuseppe Ercole Bellachioma, politico italiano
- 23 dicembre - Peer Danefeld, allenatore di calcio danese
- 23 dicembre - Victoire Tomegah Dogbé, politica togolese
- 23 dicembre - Luis Suárez, allenatore di calcio e ex calciatore colombiano
- 23 dicembre - Geoff Willis, ingegnere britannico
- 24 dicembre - Emanuela Da Ros, giornalista e scrittrice italiana
- 24 dicembre - Lee Daniels, regista, sceneggiatore e produttore cinematografico statunitense
- 24 dicembre - Shpëtim Duro, allenatore di calcio albanese
- 24 dicembre - Anil Kapoor, attore e produttore cinematografico indiano
- 24 dicembre - Perry Lang, attore, sceneggiatore e regista statunitense
- 24 dicembre - Kevin Magee, cestista statunitense († 2003)
- 24 dicembre - Michaela Noll, avvocato e politica tedesca
- 24 dicembre - Franco Panizza, politico italiano
- 24 dicembre - Jesús Purizaga, ex calciatore peruviano
- 24 dicembre - Stefano Sannino, diplomatico e ambasciatore italiano
- 24 dicembre - Tom Schneider, giocatore di poker statunitense
- 24 dicembre - Angelo Scuri, ex schermidore italiano
- 25 dicembre - Michael Anderson, astronauta statunitense († 2003)
- 25 dicembre - Ron Davis, ex cestista statunitense
- 25 dicembre - Andrea Fogli, artista italiano
- 25 dicembre - Eirik Kvalfoss, ex biatleta norvegese
- 25 dicembre - Tiziana Lauri, ballerina italiana
- 25 dicembre - Felix Lian Khen Thang, vescovo cattolico birmano
- 25 dicembre - Ton Lokhoff, allenatore di calcio e ex calciatore olandese
- 25 dicembre - Jack O'Connell, scrittore statunitense († 2024)
- 25 dicembre - Jorge Porras, ex calciatore colombiano
- 25 dicembre - Mike Sweeney, ex calciatore canadese
- 25 dicembre - Đặng Thị Ngọc Thịnh, politica vietnamita
- 26 dicembre - Dan Caldwell, ex cestista statunitense
- 26 dicembre - Carmine Degennaro, politico italiano
- 26 dicembre - Fabienne Babe, attrice francese
- 26 dicembre - Nobuko Jashima, ex calciatrice giapponese
- 26 dicembre - Francesco Laratta, politico e giornalista italiano
- 26 dicembre - Kōji Morimoto, regista, animatore e sceneggiatore giapponese
- 26 dicembre - Chuck Mosley, cantante statunitense († 2017)
- 26 dicembre - Wolfgang Rolff, allenatore di calcio e ex calciatore tedesco
- 27 dicembre - Julio Menchaca Salazar, politico e giurista messicano
- 27 dicembre - Paolo Paci, giornalista, scrittore e viaggiatore italiano
- 27 dicembre - Giovanni Simonato, ex calciatore italiano
- 27 dicembre - Andre Tippett, ex giocatore di football americano statunitense
- 28 dicembre - Clyde Bradshaw, ex cestista statunitense
- 28 dicembre - Katarina Ewerlöf, attrice svedese
- 28 dicembre - Tomas Gustafson, ex pattinatore di velocità su ghiaccio svedese
- 28 dicembre - Hansjörg Kunze, ex mezzofondista tedesco
- 28 dicembre - Antonio La Bruna, ex lottatore italiano
- 28 dicembre - Andy McNab, scrittore e militare britannico
- 28 dicembre - Ivan Suardi, compositore e musicista italiano († 2017)
- 28 dicembre - Ana Torroja, cantante spagnola
- 28 dicembre - Everson Walls, ex giocatore di football americano statunitense
- 28 dicembre - Hirokazu Yagi, ex saltatore con gli sci giapponese
- 29 dicembre - Patricia Clarkson, attrice statunitense
- 29 dicembre - Ann Demeulemeester, stilista belga
- 29 dicembre - John Helt, ex calciatore danese
- 29 dicembre - László Kövér, politico ungherese
- 29 dicembre - Vladimir Aleksandrovič Mau, economista russo
- 29 dicembre - Martin Moran, attore e scrittore statunitense
- 29 dicembre - Ritsuko Okazaki, cantante giapponese († 2004)
- 29 dicembre - Paula Poundstone, comica e attrice statunitense
- 29 dicembre - Marco Antonio Solís, musicista e cantante messicano
- 30 dicembre - Ahmad Ahmad, politico e dirigente sportivo malgascio
- 30 dicembre - Douglas A. Anderson, scrittore e editore statunitense
- 30 dicembre - Paolo De Rinaldis, allenatore di hockey su pista e ex hockeista su pista italiano
- 30 dicembre - Tony George, imprenditore statunitense
- 30 dicembre - Ute Heimerzheim, ex cestista tedesca
- 30 dicembre - Antonio Pappano, direttore d'orchestra britannico
- 30 dicembre - Tracey Ullman, attrice e cantante britannica
- 31 dicembre - Liverīs Andritsos, ex cestista greco
- 31 dicembre - Ronnie del Carmen, regista e sceneggiatore filippino
- 31 dicembre - Gian Primo Giardi, ex cestista e allenatore di pallacanestro sammarinese
- 31 dicembre - Milan Janković, ex calciatore jugoslavo
- 31 dicembre - Val Kilmer, attore statunitense († 2025)
- 31 dicembre - Biljana Majstorović, ex cestista jugoslava
- 31 dicembre - Davide Torchia, ex calciatore italiano
- 31 dicembre - Ondřej Trojan, regista, attore e produttore cinematografico ceco
- 31 dicembre - Baron Waqa, politico nauruano
- 31 dicembre - Paul Westerberg, musicista statunitense